# Золтан Шебешћен
Золтан Шебешћен (мађ. Sebestyén Zoltán; Ехинген, 1. октобар 1975) је немачки фудбалер и тренер, пореклом из Скореновца. 

## Каријера
Золтан је каријеру почео 1982. године у подмлатку Штутгартер Кикерса, где је остао све до 1999. године. Те године је прешао у ВфЛ Волфсбург где остаје 2 године, и најзад 2001. године за суму од 6,3 милиона евра прелази у Бајер Леверкузен.
Са Бајером 2002. године стиже до лиге шампиона где игра против Реал Мадрида, и ту утакмицу он сматра једним од бисера своје каријере. Током 2003. године је имао неколико операција колена и у немогућности да настави да игра фудбал, каријеру завржава у својој 29. години 16. августа 2005. године. У каријери је одиграо 72 утакмице у Бундеслиги, постигао је 13 голова. У друголигашком такмичењу је одиграо 52 утакмице и постигао 5 голова.
- 1996 — 1999 : Штутгарт Кикерс  Немачка
- 1999 — 2001 : ФК Волфсбург (VfL Wolfsburg)  Немачка
- 2001 — 2004 : Бајер Леверкузен (Bayer 04 Leverkusen)  Немачка

### Репрезентација
За репрезентацију Немачке под вођством Ериха Рибека (Erich Ribbeck) је одиграо једну утакмицу 23. фебруара 2000. године, против репрезентације Холандије. Утакмица је завршена победом Холандије резултатом од 2:1.

### Тренерска каријера
Своју тренерску каријеру Золтан је започео у Штутгартер Кикерсу 1. јула 2007. године..
- 2007-2009: Штутгарт Кикерс  Немачка